# Perfect Day (singolo Cascada)
Perfect Day è il quinto ed ultimo singolo estratto dal secondo album dei Cascada, Perfect Day. Il disco è stato pubblicato il 3 marzo 2009.

## Tracce

### Europa
1. Perfect Day (Radio Edit) - 3:42
2. Perfect Day (Rock Radio Edit) - 3:31
3. Perfect Day (Club Mix) - 5:16
4. Perfect Day (Digital Dog Remix) - 6:04

### Stati Uniti
1. Perfect Day - 3:44
2. Perfect Day (Digital Dog Radio) - 3:21
3. Perfect Day (Rock Version) - 3:33
4. Perfect Day (Extendet Version) - 5:18
5. Perfect Day (Digital Dog Club) - 6:04
6. Perfect Day (Digital Dog Dub) - 5:51

## Classifiche
| Classifica           | Posizione Raggiunta |
| -------------------- | ------------------- |
| US Hot Dance Airplay | 20                  |

## Pubblicazioni
| Paese       | Data             | Etichetta |
| ----------- | ---------------- | --------- |
| Stati Uniti | 17 febbraio 2009 | Robbins   |
| Europa      | 2 gennaio 2009   | Zooland   |